# Králova zahrada
Králova zahrada je přírodní rezervace poblíž obce Opatov v okrese Svitavy. Oblast spravuje Krajský úřad Pardubického kraje. Důvodem ochrany je soubor zamokřených lesních ekosystémů s hojným výskytem bledule jarní. Převažuje mokřadní olšina s přirozeným výskytem smrku. Tato přírodní rezervace patří mezi plošně nejrozsáhlejší lokality bledule jarní na Svitavsku.

## Geologie
Niva potoka pod kuestou Kozlovského hřbetu. Podkladem jsou svrchněkřídové (necelých 90 milionů let staré) sedimenty březenského souvrství (jemnozrnné pískovce) a teplického souvrství (slínovce, spongility). Nivu pokrývají holocenní říční naplaveniny s hydromorfními půdami (glej typický a pseudoglej).

## Flóra
Hlavním předmětem ochrany je bledule jarní (Leucojum vernum) v olšině, kterou řadíme do společenstev Piceo-Alnetum a Pruno-Fraxinetum. Rostou zde také prvosenka vyšší (Primula elatior), lýkovec jedovatý (Daphne mezereum), kopytník evropský (Asarum europaeum), mokrýš střídavolistý (Chrysosplenium alternifolium), ocún jesenní (Colchicum autumnale), jaterník trojlaločný (Hepatica nobilis) aj. Smrk ztepilý (Picea abies) zde díky podmáčení stanoviště přirozeně sestupuje do neobvykle malé nadmořské výšky.

## Fauna
V olšině se vyskytuje rosnička zelená (Hyla arborea) a ropucha obecná (Bufo bufo), velmi vzácná jsou pozorování skokana krátkonohého (Rana lessonae). Hnízdí zde např. střízlík obecný (Troglodytes troglodytes), čížek lesní (Carduelis spinus), hýl obecný (Pyrrhula pyrrhula), králíček ohnivý (Regulus ignicapillus), drozd kvíčala (Turdus pilaris), puštík obecný (Strix aluco) aj. Vzácně vyhnízdil strakapoud malý (Dendrocopus minor).

## Lesnictví
Do zbytku smrkové a jasanové olšiny při okrajích zasahují kyselé, místy značně zamokřené smrkové jedlobučiny nižšího stupně. Porosty celého území se blíží přirozenému stavu.